# Vibrant Curiosity
Die Vibrant Curiosity ist eine Megayacht. Eigner ist der deutsche Unternehmer Reinhold Würth.

## Entwicklung
Der Name Vibrant Curiosity (Deutsch: Lebhafte Neugier) war das Motto der Würth-Gruppe im Geschäftsjahr 2006/2007.
Die Yacht wurde von dem italienischen Designteam Nuvolari & Lenard konstruiert und bei Oceanco in der niederländischen Gemeinde Alblasserdam gebaut. Die Motoryacht wurde im April 2009 an den Eigner übergeben. Der Wert der Yacht wird auf 100 Millionen Dollar geschätzt.

## Technik
Das Schiff wird von zwei Dieselmotoren des Typs MTU 16V 595 TE70 angetrieben und kann eine Leistung von je 3.492 kW entwickeln. Hierdurch ist eine Maximalgeschwindigkeit von 20 kn möglich. Die Reichweite, bei einer Tankfüllung von knapp 240 Tonnen, wird mit 5.500 sm bei 14 kn angegeben. An Bord finden bis zu 14 Gäste in Doppelkabinen Platz.